# Březen 2006
1. března – středa
 CVVM zveřejnilo průzkum volebních preferencí. Do parlamentu by se podle něj dostalo 5 stran: ODS (28,5 %), ČSSD (23 %), KSČM (11,5 %), KDU-ČSL (7,5 %) a Strana zelených (6 %).
 Předseda vlády Fidži Laisenia Qarase ohlásil termín konání voleb na druhý květnový týden.
2. března – čtvrtek
 V Minsku byl ráno napaden a zbit nezávislý kandidát na prezidenta Aljaksandar Kazulin, když se snažil dostat na Celoběloruský lidový sjezd. Podle některých zdrojů útok neprovedla milice ani běloruská KGB, ale příslušníci jednotky rychlého nasazení. Napadeno bylo také 40 členů jeho volebních štábů. Kauzulin byl převezen na stanici milice, kde byli později opět napadeni členové Kauzulinova volebního štábu a novináři.
 Odpoledne se v Minsku shromáždilo několik tisíc stoupenců opozičního kandidáta na funkci prezidenta Aljaksandara Milinkeviče na ohlášené manifestaci.
 V zálivu Riddarfjärden u stockholmského přístavu byl nalezen vrak lodi ze 14. století. Loď je v zachovalém stavu a chystá se její vyzdvižení a vědecké zkoumání.
4. března – sobota
 Internetový server techno.cz slaví v klubu Roxy v Praze desáté výročí svého vzniku.
5. března – neděle
 V Iráku si vyžádaly násilnosti, které trvají od 22. února, více než 450 obětí.
6. března – pondělí
 Podle agentury Factum Invenio by ve volbách vyhrála ODS s 30,5 % před ČSSD s 23,5 %. KSČM by získala 18,8 % a KDU-ČSL 9,1 %, Strana Zelených by získala 7,9 %. V Poslanecké sněmovně by tedy získala převahu pravice.
 V Polsku byl potvrzen první případ výskytu ptačí chřipky u dvou divokých labutí.
 Bývalý prezident chorvatské separatistické republiky Srbská krajina Milan Babić spáchal sebevraždu ve vězení, kde si odpykával 13letý trest za válečné zločiny.
 Oscara za nejlepší film získal snímek Crash, nejlepším režisérem byl vyhlášen Ang Lee (Zkrocená hora), nejlepší herečkou Reese Witherspoonová (Walk the Line) a nejlepším hercem Philip Seymour Hoffman (Capote).
7. března – úterý
 Poslanecká sněmovna bude projednávat zákon o registrovaném partnerství a zřejmě se pokusí přehlasovat veto prezidenta Klause.
 Ústavní soud odmítl zrušit část občanského zákoníku, která ustanovuje regulované nájemné. Za protiústavní ale označil nečinnost zákonodárců při řešení současného stavu.
8. března – středa
 MAAE na svém zasedání ve Vídni rozhodla o předání zprávy o Íránském jaderném programu Radě bezpečnosti OSN.
 Slovinsko požádalo o vstup do Evropské měnové unie. Rozhodnutí by mělo padnout v květnu.
 Plzeňský soud zamítl žádost Jiřího Kajínka o obnovení procesu. Kajínek je odsouzen za nájemnou vraždu dvou lidí v Plzni v roce 1993. Na doživotí byl odsouzen v roce 1998.
 Britská vojenská policie zatkla dalšího příslušníka britské armády obviněného z násilného chování k účastníkům demonstrace v Bastře. Jako hlavní důkaz je nahrávka pořízená ze střechy domu, na níž je zachyceno, jak britští vojáci bijí irácké mladíky.
9. března – čtvrtek
 V Hanoveru byl zahájen CeBIT, největší světový veletrh informačních technologií.
 Poblíž španělské dálnice spojující Bilbao a Santander explodovala bomba, kterou tam nastražila ETA. Nejsou hlášena žádná úmrtí.
Ve věku 90 let zemřela ve Varšavě herečka a zpěvačka Hanka Bielicka.
10. března – pátek
 Více než 270 měst a obcí v České republice vyvěsilo v rámci akce Vlajka pro Tibet tibetskou vlajku ke Dni práv Tibetu.
Sonda Mars Reconnaissance Orbiter vstoupila na oběžnou dráhu Marsu.
11. března – sobota
 V Haagu zemřel bývalý jugoslávský prezident Slobodan Milošević.
 Michelle Bachelet oficiálně vstoupila do úřadu prezidentky Chile. Je první ženou v této funkci.
12. března – neděle
 Českou kotlinu zasypaly další přívaly sněhu od 10 do 30 cm. Mezinárodní letiště Praha-Ruzyně bylo až do 17 hodin uzavřeno pro veškerý provoz.
 Venezuela změnila podobu své vlajky. Původní počet hvězd se ze sedmi změnil na osm přidáním Bolivarovy hvězdy. Zároveň byla spíše formálně změněna podoba státního znaku.
13. března – pondělí
 Mezinárodní trestní tribunál pro bývalou Jugoslávii na základě pitvy oznámil, že Slobodan Milošević zemřel na zástavu srdce.
 V New Yorku započala stavba památníku obětem teroristického útoku 11. září 2001.
14. března – úterý
 Srbský soud zrušil zatykač na Mirjanu Markovićovou, manželku Slobodana Miloševiće, aby se mohla zúčastnit pohřbu svého manžela.
15. března – středa
 Poslanecká sněmovna Parlamentu ČR přehlasovala prezidentské veto a schválila zákon o registrovaném partnerství.
 Obvodní soud pro Prahu 9 nepravomocně odsoudil Miroslava Sládka za předlužení své strany k dvouletému podmíněnému trestu s čtyřletým odkladem.
 Španělská záchranná služba objevila ve Středozemním moři u mauretánského pobřeží těla 18 osob, které zahynuly při pokusu o přeplutí na Kanárské ostrovy.
 Baskická teroristická organizace ETA telefonicky varovala před nastraženými bombami, které umístila severně od španělského města Navarre.
17. března – pátek
 Česká republika prohrála v Londýně arbitráž s japonskou bankou Nomura. Arbitři došli k závěru, že ČR dostatečně neochránila investici Japonců v bývalé Investiční a poštovní bance a na základě tohoto rozhodnutí požaduje Nomura po státu částku přibližně 40 miliard korun.
18. března – sobota
 Tisíce Francouzů demonstrovaly proti plánům vlády na změnu zákona, který by měl ve svých důsledcích snížit nezaměstnanost. V Paříži bylo při potyčkách s policií zraněno nejméně 17 demonstrantů a sedm policistů. Více než 160 lidí bylo zatčeno.
19. března – neděle
 V prezidentských volbách v Bělorusku zvítězil úřadující prezident Alexandr Lukašenko ziskem 82,6 % hlasů. Podle pozorovatelů Organizace pro bezpečnost a spolupráci v Evropě (OBSE) nesplňovaly volby běžné demokratické standardy a opozice žádá opakování voleb, které údajně nebyly svobodné, ani spravedlivé.
22. března – středa
 V Afghánistánu byl vzat do vazby 41letý Abdul Rahman za svou konverzi od islámu ke křesťanství – podle místních zákonů mu hrozí až trest smrti. To vyvolalo ostré reakce většiny států, které se účastní vojenské akce v Afghánistánu (USA, Německo, Kanada, Itálie), požadující, aby se vláda v Kábulu zaručila za Rahmanovu bezpečnost.
 Baskická separatistická organizace ETA ohlásila trvalé příměří po 38 letech bojů za nezávislost, které si vyžádaly na 800 životů.
24. března – pátek
 Ve věku 76 let zemřela bývalá senátorka, kandidátka na prezidentku, předsedkyně české komise pro UNESCO, lékařka a překladatelka Jaroslava Moserová (* 17. ledna 1930).
 Prezident Jižní Koreje No Mu-hjon navrhl ministryni pro rovnost příležitostí Han Mjong-suk na funkci první ministerské předsedkyně této země.
25. března – sobota
 Opoziční protestní demonstrace v běloruském Minsku byla násilně potlačena. Opoziční kandidát na prezidenta Aljaksandar Kazulin byl zatčen.
 V Rajeckých Teplicích se odehrála Mezinárodní konference o ochraně rodin a lidského života. Během ní byl poslanec KDU-ČSL Jiří Karas poctěn Cenou dr. Antona Neuwirtha. Tímto způsobem jsou každoročně oceňovány osobnosti, které se významným způsobem zaslouží o šíření úcty k lidskému životu od početí po přirozenou smrt.
26. března – neděle
 Na Ukrajině proběhly volby do Nejvyšší rady – ukrajinského parlamentu. Podle předběžných odhadů získala nejvíce hlasů Strana regionů bývalého premiéra Janukovyče (33,28 %). Strany vůdců Oranžové revoluce takový zisk neměly. Blok Julie Tymošenkové získal 22,72 % a strana Naše Ukrajina prezidenta Juščenka 13,53 %.
 Skotsko jako první část Spojeného království zavedlo úplný zákaz kouření na veřejných místech.
27. března – pondělí
 V Česku se vyskytl první případ ptačí chřipky. Uhynulá labuť byla nalezena v Hluboké nad Vltavou. Podle výsledků testů, které provedla Národní referenční laboratoř se jedná o kmen H5N1.
 Tající sníh vlivem oteplení v kombinaci s deštěm zvedá hladiny řek v Česku a způsobuje místní záplavy. Třetí stupeň povodňové aktivity byl dosažen v Úhřeticích (okres Pardubice) na Novohrádce. Morava, Vltava, Jizera, Dyje a Berounka dosahují v některých úsecích druhého stupně.
 Ve věku 85 let zemřel v Krakově Stanisław Lem (* 12. září 1921), jeden z nejpopulárnějších polských spisovatelů, autor mnoha knih žánru sci-fi.
28. března – úterý
 V Izraeli proběhly volby do 120členného Knesetu, v nichž zvítězila strana prozatímního premiéra Ehuda Olmerta Kadima (28 křesel). Následuje Strana práce (20 křesel), strana Šas (13 křesel), Jisra'el Bejtejnu (12 křesel), překvapivě až 5. Likud (11 křesel) a Gil (7 křesel). Koalice Národní náboženské strany-Národní jednoty získala 9 křesel, Sjednocený judaismus Tóry 6, Merec-Jachad 4 a koalice arabských stran 10 křesel.
29. března – středa
 Třetí povodňový stupeň platí již téměř na padesáti místech Česka. Déšť má postupně ustávat. Nejhorší situace je na Lužnici. Praha se již od noci připravuje na přílivovou vlnu. Velké potíže lze očekávat v Ústí nad Labem.
 U labutě nalezené na pravém břehu Vltavy v Českých Budějovicích byla potvrzena nákaza ptačí chřipkou. Jde o druhý případ v ČR. Zároveň bylo dnes definitivně potvrzeno, že labuť nalezená 27. března zahynula na vysoce nebezpečnou variantu viru H5N1.
30. března – čtvrtek

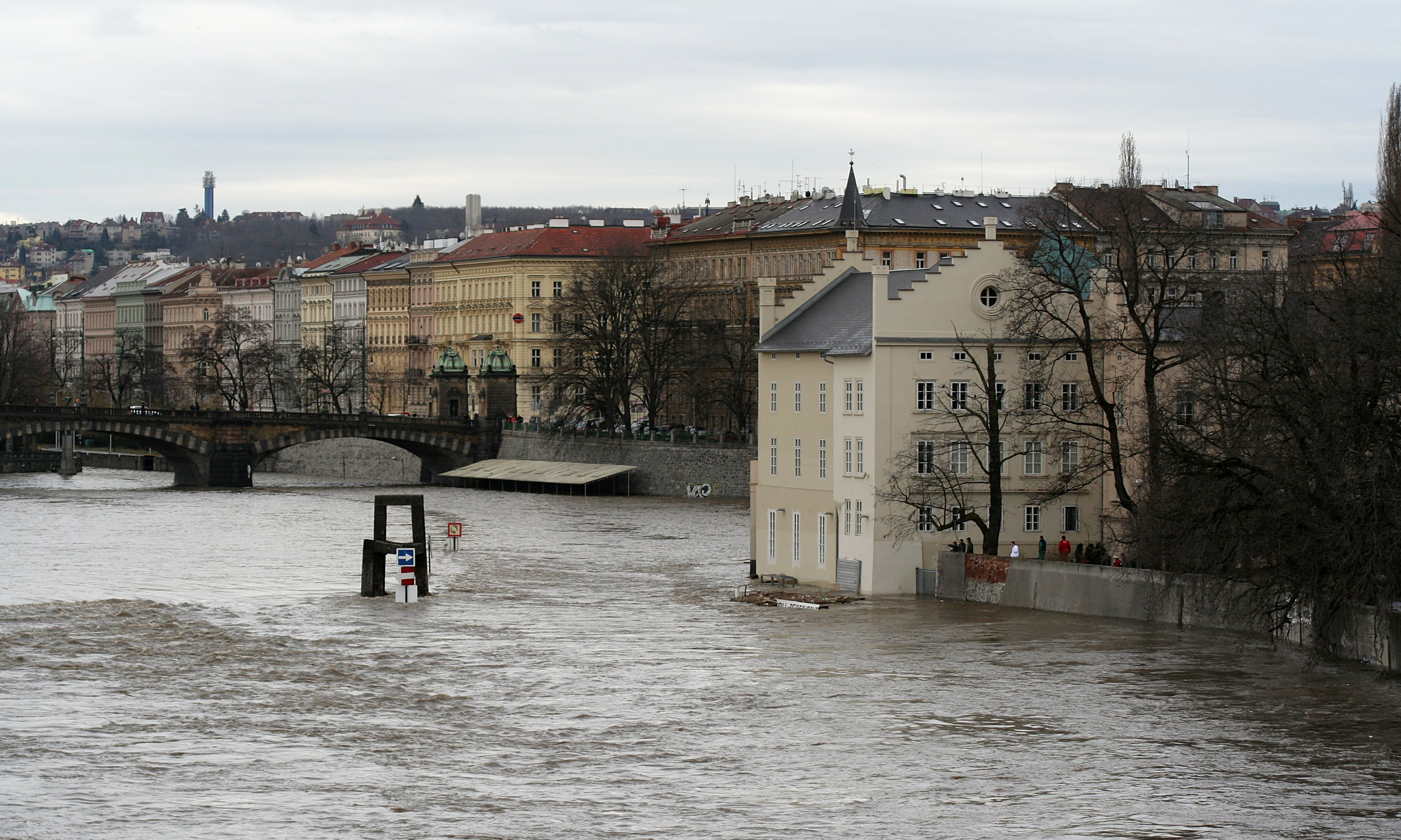
Velká voda u Sovových mlýnů

Zhruba ve 4:00 ráno se naplnila Vranovská přehrada, takže přes její bezpečnostní přelivy a stavidla začalo protékat asi 350 m3/s, velká voda dorazí do Znojma okolo 10.–11. hodiny dopolední. Stupeň ohrožení platí na více než 70 místech v republice. Evakuováno přes 10 000 lidí. Kromě řeky Dyje platí 3. stupeň povodňové aktivity na řekách Malše, Lužnice a Labe, přičemž zejména na posledních dvou se situace výrazně zhoršuje. Vltava je zatím držena v přijatelných mezích za pomoci děl Vltavské kaskády, zejména pak díky zavčas vyprázdněnému Lipnu. Předpověď počasí i nadále není příznivá.
Kritická situace nastává na řece Svratce, naplnila se i Brněnská přehrada, z níž voda volně odtéká přepadem. Kritická situace nastává na řece Moravě, na jejímž dolním toku se připravuje evakuace několika tisíc lidí. Na řece Vltavě Lipno zatím bez potíží zadržuje přebytek vody, totéž činí i Orlík, který však už vyčerpal přes polovinu své retenční kapacity. V Ústí nad Labem byla zahájena evakuace nejohroženějších osob.
 Český hydrometeorologický ústav vydal varování před silnými dešti, které mají v brzké době zasáhnout zejména Jihomoravský a Zlínský kraj a mohou velmi zhoršit již tak krizovou situaci na tamních řekách. Pršet má i v dalších částech České republiky.
 Povodně se též rozmáhají i v Rakousku a na Slovensku (zejména v okolí řeky Moravy). V Sasku pomalu opadá povodeň z jejich vlastních hor, brzy k nim ale dorazí povodeň přicházející po Labi a Vltavě.
31. března – pátek
 Povodňová situace se ne většině míst uklidňuje nebo zůstává stejná, zhoršuje se pouze na dolních tocích Moravy, Dyje a Labe, kam doráží kulminující záplavová vlna. Otázkou ovšem zůstává, co by mohly způsobit případné další deště. Nádrže, které si to mohou dovolit, odpouštějí vodu (Římov). V noci výrazněji pršelo jen na Šumavě, ovšem Lipno situaci zdařile reguluje (jeho aktuální volná retenční kapacita je asi 100 miliónů m3 vody). Problémy se vyskytly u rybníka Rožmberk, v jehož hrázi se vytvořila trhlina, kterou se ale podařilo zabezpečit.
 Povodně zuří i v Sasku, jižním Polsku, na Slovensku, v Maďarsku, Rumunsku a dolním Rakousku.
 Na 15 tisíc rodin zůstalo bez střechy nad hlavou po zemětřesení na západě Íránu. Ve čtvrtek večer začaly celkem 3 po sobě jdoucí otřesy s intenzitou od 4,7 do 6,0 stupně Richterovy škály. O život přišlo celkem 70 lidí, dalších 1265 utrpělo zranění. V provincii Lúrestán bylo poničeno 330 obcí.